# James Arthur (album)
Pour les articles homonymes, voir James Arthur (homonymie) et Arthur.
James Arthur est le premier album studio du compositeur-interprète britannique James Arthur. Il est en vente le 4 novembre 2013, par Syco Music. L'album comprend les singles Impossible et You're Nobody 'til Somebody Loves You, ainsi que des collaborations avec Emeli Sandé et Grace Chasing. James Arthur devient le premier lauréat de l'émission britannique X Factor qui inclut le titre qui lui permit de remporter la victoire, sur son album, depuis  Matt Cardle avec When We Collide en 2010.

## Historique
Plusieurs titres qui composent cet album sont co-écrits et produits par Naughty Boy, qui a dit de l'album : « C'est vraiment cool en fait, c'est certainement de style pop mais modernisé et un peu urbain. L'une des chansons que Emeli [Sandé] et moi avons écrit [pour lui] est comme un gros morceau orchestral et il n'y a pas de percussions. C'est un vrai album, je pense que beaucoup de gens vont être surpris avec son album ».
L'album comprend respectivement des collaborations avec Emeli Sandé et Chasing grace, sur les titres Roses et Certain Things.

## Singles
- Impossible, le single de James Arthur, le vainqueur de The X Factor (Royaume-Uni) 2012, est inclus dans la quatrième piste de l'album. Il a été mis en vente le 9 décembre 2012. Il a remporté un grand succès en atteignant 255.000 téléchargements en 48 heures et plus de 490.000 en moins d'une semaine. Le single a été classé 1er dans les Charts anglais dès sa première semaine de sortie. La chanson a également atteint la première place en Irlande, la deuxième place en Australie, Nouvelle-Zélande et la Suisse, puis la huitième place en Slovaquie. La vidéo de sa prestation, lors de la finale de l'émission, a été utilisée intégralement pour le clip du single Impossible.

- You're Nobody 'til Somebody Loves You est le 1er single officiel de l'album éponyme de James Arthur. Il est disponible à la vente depuis le 14 octobre 2013. Le clip vidéo est mis en ligne depuis le 19 septembre 2013 [2].

## Promotion
James Arthur a interprété  You're Nobody 'til Somebody Loves You au Jonathan Ross Show, le 12 octobre 2013, et s'est produit sur le plateau de The X Factor (version australienne) le 14 octobre 2013.

## Liste des chansons
| 1.  | You're Nobody 'til Somebody Loves You    | James Arthur, Tom Barnes, William Bell, Ben Kohn, Booker T. Jones, Pete Kelleher                | TMS                         | 3:27 |
| 2.  | Get Down                                 | James Arthur, Mustapha Omer, James Murray, Jonny Coffer, Wayne Hector, Ronald Bell, Robert Bell | Mojam                       |      |
| 3.  | New Tattoo                               | James Arthur, Salaam Remi                                                                       | Salaam Remi                 |      |
| 4.  | Impossible                               | Arnthor Birgisson, Ina Wroldsen                                                                 | Graham Stack                | 3:25 |
| 5.  | Lie Down                                 | James Arthur, Richard Stannard, Ash Howes, Bradford Ellis, J.J. Johnson                         | Biffco                      |      |
| 6.  | Recovery                                 | James Arthur, Tiago Carvalho, Ina Wroldsen                                                      | Tiago Carvalho & TMS        |      |
| 7.  | Roses (featuring Emeli Sandé)            | James Arthur, Shahid Khan (Naughty Boy), Emeli Sandé, Gustave Rudman, Ben Harrison              | Naughty Boy, Gustave Rudman |      |
| 8.  | Supposed                                 | James Arthur, Shahid Khan, Wayne Hector                                                         | Naughty Boy                 |      |
| 9.  | Suicide                                  | James Arthur, Marcos Palacios, Ernest Clark, Eric Jackson, Sean "Elijah Blake" Fenton           | Da Internz                  |      |
| 10. | Is This Love?                            | James Arthur, Steve Robson, Claude Kelly, Komi Al Hakam El Kaubaisy                             | Steve Robson                |      |
| 11. | Certain Things (featuring Chasing Grace) | James Arthur, Shahid Khan, Phil Lested, Grace Ackerman                                          | Naughty Boy                 |      |
| 12. | Smoke Clouds                             | James Arthur, Shahid Khan                                                                       |                             |      |
| 13. | Flyin'                                   | James Arthur, Shahid Khan, Shakil Ashraf                                                        | Naughty Boy                 |      |

| 14. | Emergency                                        | James Arthur, Mike Dean                           | Mike Dean |  |
| 15. | You're Nobody 'til Somebody Loves You (Acoustic) | James Arthur, Barnes, Bell, Kohn, Jones, Kelleher |           |  |
| 16. | Impossible (Acoustic)                            | Birgisson, Wroldsen                               |           |  |
| 17. | Get Down (Acoustic)                              | James Arthur, Omer, Murray, Coffer, Hector, Bell  |           |  |
| 18. | Supposed (Acoustic)                              | James Arthur, Khan, Hector                        |           |  |

| 19. | You're Nobody 'til Somebody Loves You |  |  |

## Historique des versions de l'album
| Region      | Date            | Format                           | Label      |
| ----------- | --------------- | -------------------------------- | ---------- |
| Royaume-Uni | 4 November 2013 | Standard edition, deluxe edition | Syco Music |